# Théo Ceccaldi

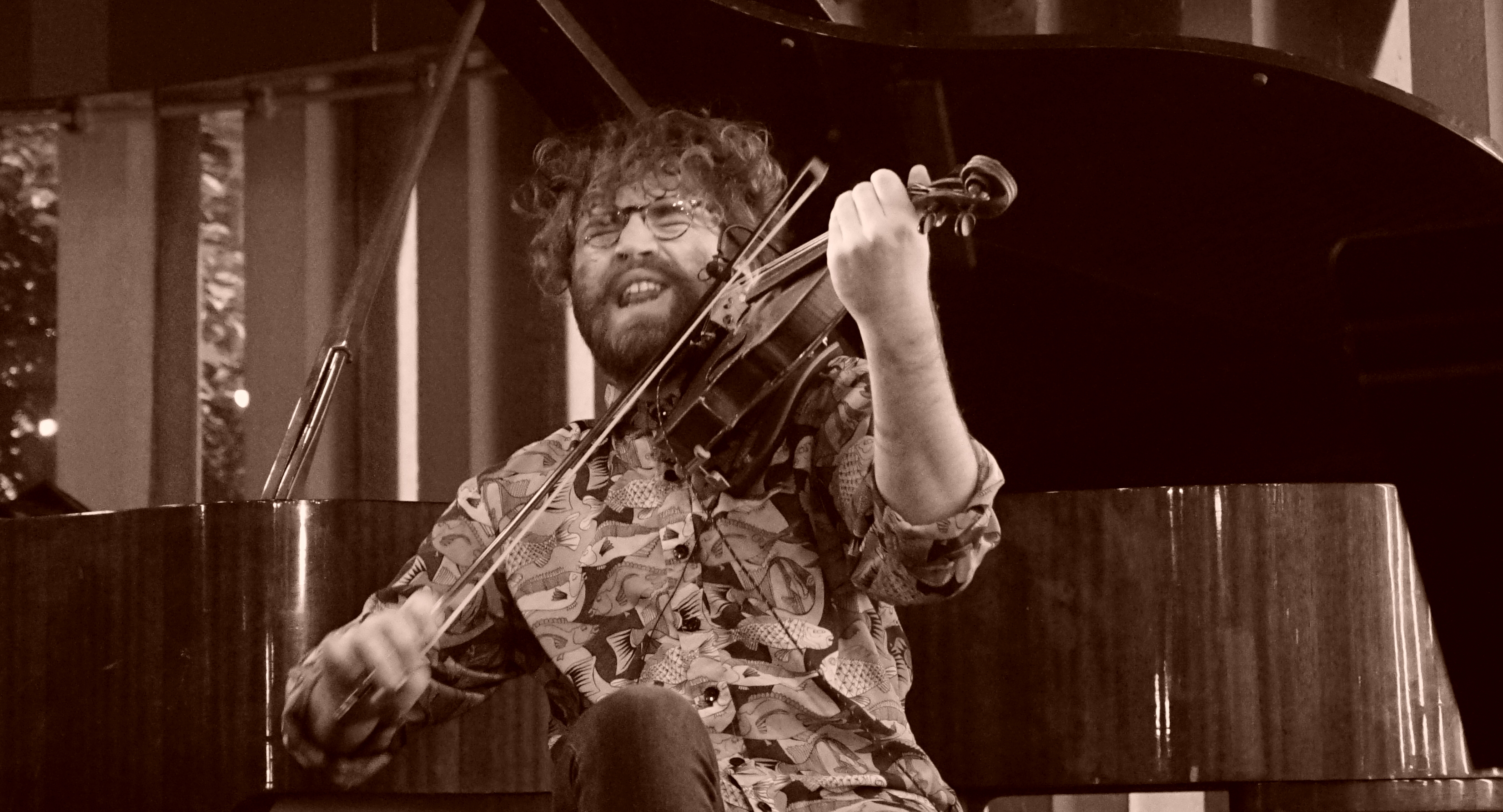
Théo Ceccaldi (2016)

Théo Ceccaldi (* 5. Mai 1986 in Pithiviers) ist ein französischer Jazzmusiker (Geige, Bratsche, Komposition).

## Leben und Wirken
Ceccaldi stammt aus einer Musikerfamilie; sein Vater war Lehrer an der örtlichen Musikschule und Geiger, der vornehmlich traditionelle Folklore spielte. Ebenso wie sein jüngerer Bruder Valentin lernte er erst Schlagzeug, bevor er sich für Streichinstrumente entschied. In der Musikschule begann er bereits in jungen Jahren mit dem Studium der klassischen Musik; 2004 absolvierte er seine Studien und erhielt den ersten Preis für Violine, Notation und Kammermusik.
2010 gründete er ein eigenes Trio (mit seinem Bruder Valentin am Cello und Guillaume Aknine an der Gitarre), das die Verbindung zwischen der westlichen Kammermusik-Tradition und der freien Improvisation herstellte. Mit dem Théo Ceccaldi Trio gewann er 2011 den Jazz des Tremplinwettbewerbs in Orléans; er veröffentlichte zwei Alben in Folge auf dem Label Ayler Records. 2014 gründete Ceccaldi Petite moutarde mit Alexandra Grimal (Saxophone), Ivan Gélugne (Kontrabass) und Florian Satche (Drums) (das von dem dadaistischen Kurzfilm Entr'acte des Filmemachers René Clair inspiriert ist).
Ceccaldi ist zudem Gründungsmitglied von Tricollectif; er war in einer Reihe von Formationen aktiv, darunter die Gruppe Toons unter der Leitung seines Bruders Valentin, das Kammerquartett La Scala und Loving Suite pour Birdy So unter der Leitung des Pianisten Roberto Negro (mit Élise Caron), In Love with unter der Leitung des Schlagzeugers Sylvain Darrifourcq mit Valentin Ceccarelli. 2014 holte Olivier Benoît Ceccaldi in seine Ausgabe des Orchestre National de Jazz. Weiterhin arbeitete er im Streichquartett Quatour IXI um Régis Huby und Guillaume Roy, im qÖÖlp-Quartett mit Christian Lillinger und Ronny Graupe, in Daniel Erdmanns Trio Velvet Revolution und Joëlle Léandres Can You Hear Me. Auch war er mit Louis Sclavis, Fred Pallem, Michel Portal, Vincent Courtois, Daniel Humair, Bruno Chevillon, Paolo Fresu, Hans Lüdemann, Eve Risser, Akosh S, Andy Emler, Émile Parisien, Michele Rabbia, Michel Meis, Luís Vicente oder Elise Dabrowski zu hören.

## Preise und Auszeichnungen
Das Théo Ceccaldi Trio erhielt die Jazz Migration Tour 2014 des AJC. Das Jazz Magazine wählte ihn zur „französischen Offenbarung des Jahres 2014“ und zum „französischen Musiker des Jahres 2016“; 2017 erhielt er dann einen Victoire du Jazz als „Offenbarung des Jahres“.